# SimLife
SimLife – gra komputerowa wyprodukowana przez Maxis w 1992 r. Gra jest symulacją ekosystemu: gracz modyfikuje genetycznie rośliny i zwierzęta i tworzy wirtualny świat.
Gra SimLife daje graczom możliwość:
- Budowy i modyfikacji stworzonego świata
- Tworzenia i zmieniania genetycznie roślin i zwierząt
- Projektowania ekosystemu
- Nauki genetyki w "akcji"
- Symulacji ewolucji
- Zmiany fizyki wszechświata